# José Bruno dos Santos
José Bruno dos Santos, ou apenas Bruno dos Santos (Amarante, 6 de outubro de 1924) é um comerciante e político brasileiro, outrora prefeito de Floriano e deputado estadual pelo Piauí.

## Dados biográficos
Filho de Raimundo Cunha dos Santos e Maria Virgínia das Neves. Comerciante, estreou na vida política ao eleger-se vereador em Floriano em 1958, 1962 e 1966, transitando do PTB para o MDB quando o bipartidarismo foi outorgado pelo Regime Militar de 1964. Em sua nova legenda, foi eleito prefeito de Floriano em 1970. Como chefe do Poder Executivo do município, inaugurou inúmeras obras, como a Praça da Liberdade e o Mercado Municipal.
Foi eleito deputado estadual em 1974, figurando como segundo suplente em 1978. Quando o presidente João Figueiredo restaurou o pluripartidarismo, tornou-se membro do diretório estadual do PMDB e por este partido foi derrotado ao disputar a prefeitura de Floriano via sublegenda em 1982 e um novo mandato de deputado de deputado estadual em 1986, sendo presidente da Companhia Editora do Piauí (COMEPI) no segundo governo Alberto Silva.
Pai de José Bruno dos Santos Filho, eleito vereador de Floriano pelo PMDB em 1988.
Escreveu três livros: Transpondo Barreiras (autobiográfico, 1995), Crônicas para a História (2005) e Coletânea de Causos e Casos (1° edição, 2012).